# فرودگاه بین‌المللی روبن برتا
فرودگاه بین‌المللی روبن برتا (به انگلیسی: Ruben Berta International Airport) (به زبان بومی: Aeroporto Internacional Ruben Berta) یک فرودگاه همگانی مسافربری با کد یاتا URG است که یک باند فرود آسفالت دارد و طول باند آن ۱۵۰۰ متر است. این فرودگاه در کشور اروگوئه قرار دارد و در ارتفاع ۷۸ متری از سطح دریا واقع شده است.